# 诺顿湾

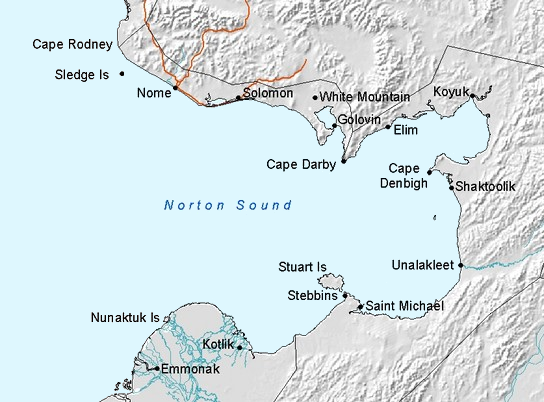
诺顿湾

诺顿湾（英語：Norton Sound，因纽皮雅特语: Imaqpak）是位于美国阿拉斯加州西海岸，苏厄德半岛南部的一个白令海海灣，长约240公里（150英里），宽200公里（125英里），6月至10月无冰。
诺顿湾由詹姆斯·庫克船长于1778年9月发现。他以当时以英国下议院议长弗莱彻·诺顿爵士（Sir Fletcher Norton）的名字命名该水域。